# Mémorial Gervais
Le Mémorial Gervais est une course cycliste contre-la-montre disputée au printemps autour d'Aizarnazabal (Guipuscoa), dans la communauté autonome du Pays basque.  
Cette épreuve décerne habituellement les titres de champion provincial du Guipuscoa dans l'épreuve chronométrée,. Elle compte à son palmarès plusieurs vainqueurs qui sont ensuite passés dans les rangs professionnels.  

## Palmarès
| Année     | Vainqueur              | Deuxième            | Troisième          |
| --------- | ---------------------- | ------------------- | ------------------ |
| 1954      | Jesús Daboz            |                     |                    |
| 1955      | José Urrestarazu       |                     |                    |
| 1956      | Jesús Otaño            |                     |                    |
| 1957      |                        |                     |                    |
| 1958      | José María Errandonea  |                     |                    |
| 1959-1962 | ?                      | ?                   | ?                  |
| 1963      | José Arreche           |                     |                    |
| 1964-1968 | ?                      | ?                   | ?                  |
| 1969      | Manuel Arrieta         |                     |                    |
| 1970      | Santiago Ayastuy       |                     |                    |
| 1971      | Ramón Murillo          |                     |                    |
| 1972      | Santiago Ayastuy       |                     |                    |
| 1973      | José Nazábal           |                     |                    |
| 1974      | Juan Ignacio Elosegi   |                     |                    |
| 1975      | José M. Echeveste      |                     |                    |
| 1976      | Juan José Moral (eu)   |                     |                    |
| 1977      | Joaquín Sánchez        |                     |                    |
| 1978      | Juan Ignacio Elosegi   |                     |                    |
| 1979      | Juan Ignacio Elosegi   |                     |                    |
| 1980      | Juan Ignacio Elosegi   |                     |                    |
| 1981      | Carlos Peregrina       |                     |                    |
| 1982      | Carlos Peregrina       |                     |                    |
| 1983      | ?                      | ?                   | ?                  |
| 1984      | José Luis Izagirre     |                     |                    |
| 1985      | ?                      | ?                   | ?                  |
| 1986      | Ricardo Iturbe         |                     |                    |
| 1987      | Aitor Garmendia        |                     |                    |
| 1988      | Aitor Garmendia        |                     |                    |
| 1989      | Aitor Garmendia        |                     |                    |
| 1990      | Javier Lazpiur         |                     |                    |
| 1991      | Txema Begiristain      |                     |                    |
| 1992      | Imanol Mugarza         |                     |                    |
| 1993      | Miguel Ángel Odriozola |                     |                    |
| 1994      | Alberto Martínez       |                     |                    |
| 1995      | Alberto Martínez       |                     |                    |
| 1996      | Alberto Martínez       |                     |                    |
| 1997      | Oier Alberdi           |                     | Peio Arreitunandia |
| 1998      | Mikel Astarloza        |                     |                    |
| 1999      | Mikel Astarloza        | Ion Unamuno         | Asier Etxezarreta  |
| 2000      | Markel Irizar          | Mikel Astarloza     | Ion Oregi          |
| 2001      | Asier Maeztu           | Markel Irizar       | David Herrero      |
| 2002      | Aitor Pérez Arrieta    |                     |                    |
| 2003      | Josu Agirre            |                     |                    |
| 2004      | Joseba Agirrezabala    | Josu Agirre         | Endika García      |
| 2005      | Asier Maeztu           | Joseba Agirrezabala | Igor Romero        |
| 2006      | Asier Maeztu           | Unai Aranzabal      | Endika García      |
| 2007      | Asier Maeztu           | Hasier Olea         | Gurutz Larrea      |
| 2008      | Asier Maeztu           | Ion Izagirre        | Garikoitz Bravo    |
| 2009      | Asier Maeztu           | Garikoitz Bravo     | Ion Izagirre       |
| 2010      | Igor Romero            | Asier Maeztu        | Asier Penabad      |
| 2011      | Asier Maeztu           | Antton Ibarguren    | Julen Mitxelena    |
| 2012      | Jon Ander Insausti     | Ibai Daboz          | Asier Unanue       |
| 2013      | Ibai Daboz             | Asier Maeztu        | Jon Ander Insausti |
| 2014      | Jon Ander Insausti     | Ion Odriozola       | Aritz Bagües       |
| 2015      | Ion Odriozola          | Mikel Aristi        | Aitor Olaziregi    |
| 2016      | Gorka Etxabe           | Jon Irisarri        | Eriko Mugica       |
| 2017      | Xabier Murgiondo       | Oier Ibarguren      | Iñigo Altuna       |
| 2018      | Xabier Mikel Azparren  | Xabier Murgiondo    | Mikel Mujika       |
| 2019      | Xabier Mikel Azparren  | Mikel Mujika        | Oier Ibarguren     |
| 2020      | Xabier Mikel Azparren  | Xabier Isasa        | Mikel Mujika       |
| 2021      | Enekoitz Azparren      | Mikel Mujika        | Xabier Isasa       |
| 2022      | Mikel Mujika           | Haimar Etxeberria   | Aitor Agirre       |
| 2023      | Aitor Agirre           | Jaime Romero        | Unai Cueva         |
| 2024      | Aitor Agirre           | Gorka Arruti        | Beñat Garaiar      |